# Райнушковци
Райнушковци е село в Северна България.
То се намира в община Трявна, област Габрово.

## География
Село Райнушковци се намира в планински район.